# Bisdom Valdivia
Het bisdom Valdivia (Latijn: Dioecesis Valdiviensis) is een rooms-katholiek bisdom met als zetel Valdivia, in Chili. Het bisdom is suffragaan aan het aartsbisdom Concepción. 

## Geschiedenis
Het bisdom werd opgericht op 18 oktober 1925, als de missio sui iuris Valdivia, uit delen van het bisdom San Carlos de Ancud. Op 25 september 1924 werd het verheven tot apostolische administratie. Op 8 juli 1944 werd het verheven tot bisdom. 

## Parochies
Het bisdom had in 2020 een oppervlakte van 13.679 km2 en telde 383.400 inwoners waarvan 67,9% rooms-katholiek was.

## Bisschoppen
- Augusto Klinke Leier (19 juni 1910 - 14 november 1928)
- Guido Benedito Beck de Ramberga (14 november 1928 - 10 april 1931)
- Teodoro Bernardo Eugenín Barrientos (10 april 1931 - 20 juni 1942)
- Arturo Mery Beckdorf (29 juli 1944 - 20 april 1955)
- José Manuel Santos Ascarza (21 september 1955  - 3 mei 1983)
- Alejandro Jiménez Lafeble (12 december 1983 - 29 februari 1996)
- Ricardo Ezzati Andrello (28 juni 1996 - 10 juli 2001)
- Ignacio Francisco Ducasse Medina (31 mei 2002 - 8 juni 2017)
  - Gonzalo Espina Peruyero (apostolisch administrator: 26 augustus 2017 - 19 maart 2021)
- Santiago Jaime Silva Retamales (23 december 2020 - heden)

Concepción (aartsbisdom) · San Bartolomé de Chillán · Santa María de Los Ángeles · Temuco · Valdivia · Villarrica